# Радостное (Кировоградская область)
Радостное (укр. Радісне) — село в Ровнянской сельской общине Новоукраинского района Кировоградской области Украины.
Население по переписи 2001 года составляло 35 человек. Почтовый индекс — 27160. Телефонный код — 5251. Код КОАТУУ — 3524085605.